# 梅島村
梅島村（うめしまむら）は群馬県の南東部、邑楽郡に属していた村。

## 地理
- 河川：利根川、谷田川

## 歴史
- 1889年（明治22年）4月1日 - 町村制施行により梅原村、中谷村、新里村及び南大里村が合併[1]し梅島村が成立
- 1955年（昭和30年）3月1日 - 千江田村、佐貫村と合併して明和村となる。
- 1998年（平成10年）10月1日 - 明和村が町制施行し明和町となる。

## 交通
- 東武伊勢崎線
  - 川俣駅